# 川口村 (福岡県)
川口村（かわぐちむら）は、福岡県三潴郡にあった村。現在の大川市の一部。

## 地理
筑後川下流の左岸に位置していた。

## 歴史
- 1889年（明治22年）4月1日 - 町村制の施行により、三潴郡一木村、津村、九網村、新田村、紅粉屋村が合併して村制施行し、川口村が発足[1][2]。
- 1910年（明治43年）- 川口村漁業組合設立[1]。
- 1922年（大正11年）- 川口郵便局開設[1]
- 1954年（昭和29年）4月1日 - 三潴郡大川町、田口村、木室村、大野島村、三又村と合併して大川市を新設して廃止[1][2]。